# 106 mm M40
Il cannone M40 è un cannone SR (senza rinculo) statunitense degli anni cinquanta, ancora in uso, di 105,06 mm di calibro.
Il fatto di essere SR, permette di sparare munizioni di grande potenza da un cannone relativamente leggero. L'M40, ufficialmente calibro 106 mm, in realtà 105,06 mm (in quanto si volle evitare di confondere le munizioni di questo pezzo con quelle di altre armi da 105), è un cannone da 200 kg di peso, in genere trasportato da veicoli leggeri 4x4 e talvolta da blindati cingolati (come l'M50 Ontos, con 6 cannoni in gruppi di 3). Spara proiettili da 16 kg a 1 000 metri nel tiro anticarro, e a oltre 6 000 metri come distanza massima. La perforazione è di 400-500 mm.
Esso è un cannone abbastanza potente, erede dell'artiglieria per fanteria delle guerre passate, ma effettivamente pesante, e con il tipico difetto delle armi di questo tipo: solleva una grande quantità di polvere e fumo, e una fiammata quando spara, cosa che lo rende altamente visibile. Anche per questo è in genere installato su veicoli. Col tempo, esso ha ceduto il posto ai missili anticarro come i TOW, più potenti ma più specifici per la lotta AT e con un costo di produzione più alto. È ancora possibile trovarlo in molte parti del mondo, spesso accantonato nei depositi delle milizie e unità di seconda linea.